# Cryptobias
Cryptobias is een kevergeslacht uit de familie van de boktorren (Cerambycidae). De wetenschappelijke naam van het geslacht werd voor het eerst geldig gepubliceerd in 1834 door Audinet-Serville.

## Soorten
Cryptobias is monotypisch en omvat slechts de volgende soort:
- Cryptobias coccineus Dupont in Audinet-Serville, 1834